# 전하이구

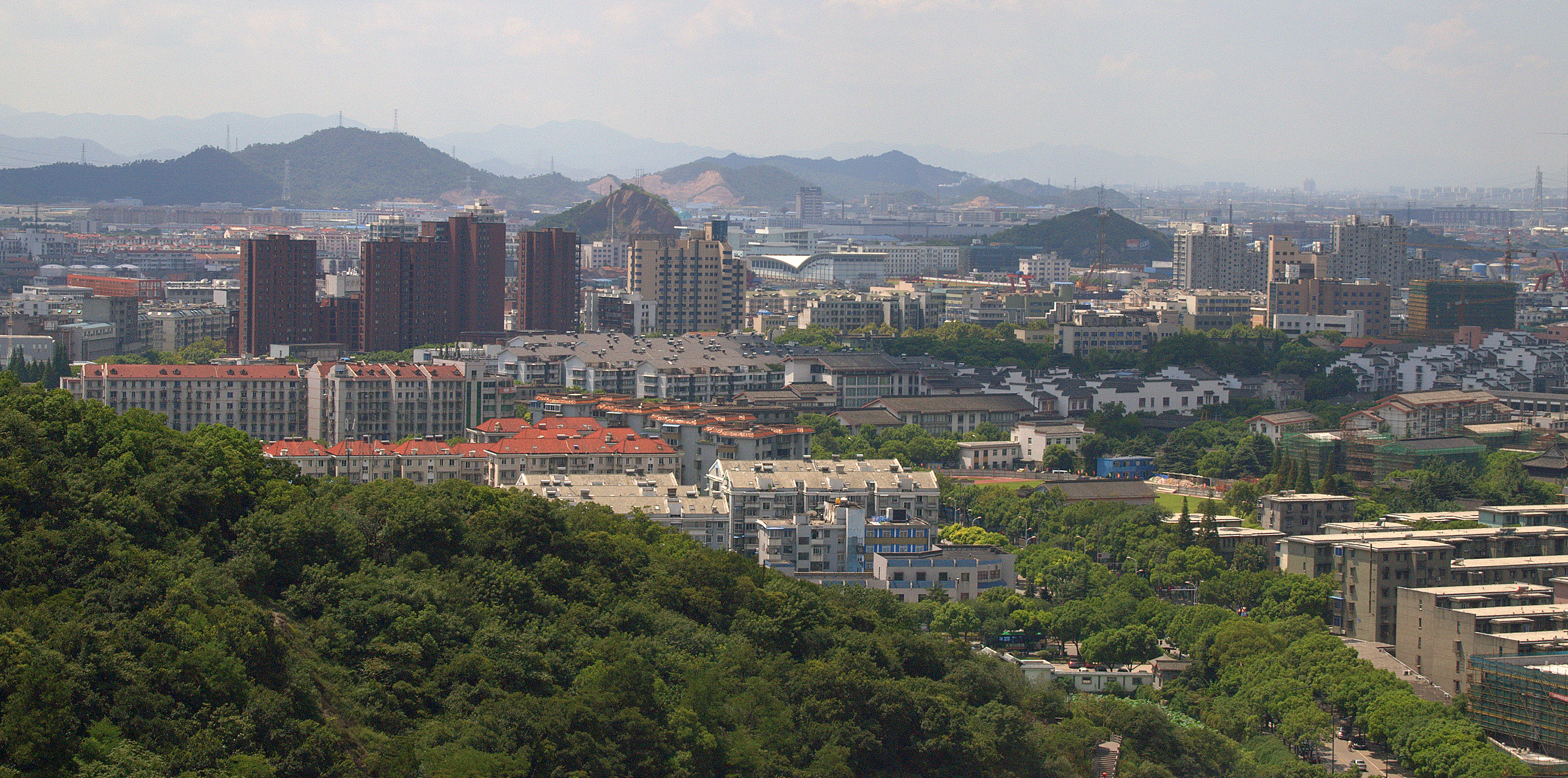

전하이구(한국어: 진해구, 중국어: 镇海区, 병음: Zhènhǎi Qū)는 중화인민공화국 저장성 닝보시의 현급 행정구역이다. 융장 강 하구에 위치하고 닝보 시내에서 19km 떨어져있다. 전하이는 언덕 끝의 곶에 위치해있다. 이곳은 화강암으로 이루어진 4km의 제방에 의해 북쪽의 바다와 부분적으로 막혀있다. 넓이는 218km2이고, 인구는 2007년 기준으로 230,000명이다.
전하이 해안 포대는 청불전쟁의 전하이 전투에서 중국 해군이 승리한 곳이기도 하다.

## 행정 구역
4개 가도, 2개 진을 관할한다.
- 가도: 招宝山街道, 蛟川街道, 庄市街道, 骆驼街道.
- 진: 澥浦镇, 九龙湖镇.